# Amphoe Chun

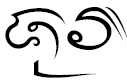
„Chun“ in Lanna-Schrift

Amphoe Chun (Thai: อำเภอ จุน) ist ein Landkreis (Amphoe – Verwaltungs-Distrikt) in der Provinz Phayao. Die Provinz Phayao liegt im nordöstlichen Teil der Nordregion von Thailand.

## Geographie
Amphoe Chun liegt im Norden der Provinz Phayao und grenzt an die Provinz Chiang Rai.
Chun grenzt von Osten im Uhrzeigersinn gesehen an die Amphoe Chiang Kham, Pong und Dok Khamtai der Provinz Phayao sowie an die Amphoe Pa Daet und Thoeng in der Provinz Chiang Rai.
Die wichtigsten Wasserquellen des Landkreises sind die Flüsse Ing und Chun.

## Geschichte
Amphoe Chun führt zurück auf eine alte Siedlung namens Wiang Lo, die etwa zur gleichen Zeit wie Phayao gegründet worden ist. 

## Verwaltung

### Provinzverwaltung
Der Landkreis Chun ist in sieben Tambon („Unterbezirke“ oder „Gemeinden“) eingeteilt, die sich weiter in 86 Muban („Dörfer“) unterteilen.
| Nr. | Name                  | Thai        | Muban | Einw. |
| --- | --------------------- | ----------- | ----- | ----- |
| 01. | Huai Khao Kam         | ห้วยข้าวก่ำ    | 12    | 8.577 |
| 02. | Chun                  | จุน          | 17    | 9.373 |
| 03. | Lo                    | ลอ          | 11    | 6.316 |
| 04. | Hong Hin              | หงส์หิน       | 13    | 6.975 |
| 05. | Thung Ruang Thong     | ทุ่งรวงทอง    | 13    | 7.878 |
| 06. | Huai Yang Kham        | ห้วยยางขาม   | 11    | 5.815 |
| 07. | Phra That Khing Kaeng | พระธาตุขิงแกง | 09    | 5.501 |

### Lokalverwaltung
Es gibt fünf Kommunen mit „Kleinstadt“-Status (Thesaban Tambon) im Landkreis:
- Thung Ruang Thong (Thai: เทศบาลตำบลทุ่งรวงทอง) bestehend aus dem kompletten Tambon Thung Ruang Thong.
- Huai Khao Kam (Thai: เทศบาลตำบลห้วยข้าวก่ำ) bestehend aus dem kompletten Tambon Huai Khao Kam.
- Chun (Thai: เทศบาลตำบลจุน) bestehend aus dem kompletten Tambon Chun.
- Hong Hin (Thai: เทศบาลตำบลหงส์หิน) bestehend aus dem kompletten Tambon Hong Hin.
- Wiang Lo (Thai: เทศบาลตำบลเวียงลอ) bestehend aus dem kompletten Tambon Lo.

Außerdem gibt es zwei „Tambon-Verwaltungsorganisationen“ (องค์การบริหารส่วนตำบล – Tambon Administrative Organizations, TAO)
- Huai Yang Kham (Thai: องค์การบริหารส่วนตำบลห้วยยางขาม) bestehend aus dem kompletten Tambon Huai Yang Kham.
- Phra That Khing Kaeng (Thai: องค์การบริหารส่วนตำบลพระธาตุขิงแกง) bestehend aus dem kompletten Tambon Phra That Khing Kaeng.